# Береза Микола Павлович
Мико́ла Па́влович Бере́за (* 20 грудня 1953, село Городище Шепетівського району Хмельницької області — 16 серпня 2021, Рівне) — український поет, журналіст, етнограф. Брат письменника Юрія Берези.
Завідував відділом художнього мовлення Рівненської обласної державної телерадіокомпанії.

## Біографічні відомості
Закінчив філологічний факультет Рівненського педагогічного інституту, де брав участь у роботі літературної студії під керівництвом Миколи Кузьменка. Працював учителем української мови і літератури, заступником директора Глинської середньої школи Рокитнівського району на Рівненщині.
Після служби в армії — на журналістській роботі (від 1980 року). Працюючи в Рівненській обласній державній телерадіокомпанії, став лауреатом багатьох міжнародних та всеукраїнських фестивалів теле- і радіопрограм.

## Творчість
Друкуватися розпочав зі шкільних років. Його вірші публікувалися в республіканських газетах, журналах «Дніпро», «Дзвін», «Березіль», «Ранок», у колективних збірниках та альманахах. Учасник республіканських нарад молодих літераторів.
Автор книг:
- «Криниця дня» (1993),
- «Мамина грамота» (2001),
- «З немовлятком слова» (2003),
- «Громниця» (2006),
- «На острівку твоєї доброти» (2007),
- «Очі ожинові» (2008),
- «Коли трава вигуляла» (2008),
- «Монастир» (2010),
- «Миколай» (2012),
- «З повним серцем...» (2018),
- «Переселенці» (2020),
- «Ковчег» (2021).

Член Національної спілки письменників України. Делегат 5-го з'їзду письменників України. Лауреат літературної премії імені Валер'яна Поліщука (2008).